# Kevin Harmse
Kevin Harmse (* 4. Juli 1984 in Johannesburg, Südafrika) ist ein kanadischer ehemaliger Fußballspieler.

## Vereinskarriere
Harmse wurde im südafrikanischen Johannesburg geboren, wuchs aber in Coquitlam in British Columbia auf. 2002 wurde er von dem USL-First-Division-Franchise Vancouver Whitecaps gedraftet, unterschrieb aber keinen Vertrag beim Klub, sondern absolvierte stattdessen Probetrainings in Europa, unter anderem beim FC Bayern München und Benfica Lissabon. Anfang 2003 unterzeichnete er einen Vertrag mit dem norwegischen Klub Tromsø IL, für den er aber bis zu seinem Abgang Ende des Jahres nur zu zwei Erstligaeinsätzen kam.
2004 kehrte er nach Kanada zurück und spielte zwei Jahre lang für die Vancouver Whitecaps in der USL First Division. Nach dem Ende der Saison 2005 begab er sich für ein Probetraining zum slowakischen Erstligisten FC Nitra, wobei er sich eine schwere Knieverletzung zuzog, die ihn zu einer mehrmonatigen Pause zwang. Im Sommer 2006 kam dann doch noch der Wechsel zu Nitra zustande, Harmse ließ seinen Vertrag mit Nitra aber bereits nach einem halben Jahr wegen Anpassungsschwierigkeiten wieder auflösen.
2007 unterzeichnete er einen Vertrag in der Major League Soccer bei Los Angeles Galaxy, nachdem er die Saisonvorbereitung mit der Mannschaft absolviert hatte, und kam im Team um Superstar David Beckham zu 17 Einsätzen. Anfang 2008 wechselte er im Tausch gegen Torontos Viertrunden-Pick im MLS SuperDraft 2009 zum Toronto FC. 2009 gewann er mit Toronto die Canadian Championship und verhalf dem Team damit zur erstmaligen Teilnahme an der CONCACAF Champions League. Ende Juni 2009 wechselte er gegen Zahlung einer Ablösesumme zum Ligakonkurrenten CD Chivas USA, kam aber bis Saisonende nicht zum Einsatz. Am 21. Januar gab Chivas Harmse im Tausch gegen eine Pick beim MLS SuperDraft 2012 an Houston Dynamo ab, wegen einer Verletzung konnte er dort die Saisonvorbereitung nicht mitbestreiten und wurde am 9. März 2010 gewaivt.
Am 25. März 2011 wurde Harmse von den Vancouver Whitecaps verpflichtet. Nach drei Einsätzen in der Major League Soccer, wurde er am 10. Juni freigestellt.
Am 13. Dezember 2011 wechselte er in die North American Soccer League zu den San Antonio Scorpions. 2014 beendete er dort seine Karriere.

## Nationalmannschaft
Harmse qualifizierte sich 2002 mit der kanadischen U-20-Auswahl für die Junioren-Weltmeisterschaft 2003 in den Vereinigten Arabischen Emiraten. Er wirkte in allen fünf Partien bei der WM-Endrunde mit, das Turnier endete für die kanadische Mannschaft im Viertelfinale, als sie mit 1:2 nach Verlängerung den spanischen Junioren unterlag. 2004 gehörte Harmse zum U-23-Kader beim Qualifikationsturnier für die Olympischen Spiele 2004. Die kanadische Elf verpasste die Qualifikation mit dem Aus in der Vorrunde bereits frühzeitig.
Im März 2007 gab der defensiv variabel einsetzbare Spieler in einem Freundschaftsspiel gegen Bermuda sein Debüt in der kanadischen Nationalelf. Drei Monate später nahm er mit der Nationalmannschaft am CONCACAF Gold Cup 2007 teil, Harmse kam beim Halbfinaleinzug Kanadas zu drei Teileinsätzen in der Gruppenphase.